# Glenmachrie
Glenmachrie, auch Glen Machrie oder Glenmachry, ist eine kleine Ortschaft auf der schottischen Insel Islay und liegt somit in der Council Area Argyll and Bute beziehungsweise der traditionellen schottischen Grafschaft Argyllshire. Sie liegt im Süden der Insel etwa drei Kilometer nordwestlich des Fährhafens Port Ellen und fünf Kilometer südöstlich von Bowmore, dem Hauptort der Insel. Die nächstgelegene Siedlung ist das wenige hundert Meter nordöstlich gelegene Glenegedale. Der Name der Ortschaft leitet sich von seiner Lage in dem kleinen Tal Glen Machrie ab, durch welches der Glenmachrie River fließt, der sich wenige hundert Meter westlich mit dem Glenegedale River zum Machrie River vereinigt. Direkt nordwestlich von Glenmachrie befindet sich mit dem Islay Airport der einzige Flugplatz der Insel. Die Ortschaft ist durch die A846 an das Straßennetz der Insel angeschlossen.
In Glenmachrie existiert heute mit dem Glenmachrie House nur noch ein bewohntes Gebäude. Bei der Volkszählung im Jahre 1841 wurden in Glenmachrie noch 27 Personen gezählt. Zehn Jahre später hatte sich die Zahl auf 22 Einwohner verringert. Im Jahre 1882 befanden sich in Glenmachrie noch zwei bedachte, ein teilweise bedachtes sowie drei unbedachte Gebäude. Außerdem war dort ein rundes Gebäude zu finden, bei dem es sich um eine Darre gehandelt haben könnte. Heute sind vier bedachte Gebäude zu verzeichnen. Etwa einen Kilometer südwestlich der Ortschaft wurden die Grundmauern einer historischen Rundhütte entdeckt.